# Damville
Damville je naselje in občina v severozahodnem francoskem departmaju Eure regije Zgornje Normandije. Leta 2008 je naselje imelo 2.031 prebivalcev.

## Geografija
Kraj leži v pokrajini Normandiji ob reki Iton, 20 km južno od Évreuxa.

## Uprava
Damville je sedež istoimenskega kantona, v katerega so poleg njegove vključene še občine Avrilly, Buis-sur-Damville, Chanteloup, Corneuil, Les Essarts, Gouville, Grandvilliers, L'Hosmes, Manthelon, Roman, Le Roncenay-Authenay, Le Sacq, Sylvains-les-Moulins, Thomer-la-Sôgne in Villalet s 6.886 prebivalci.
Kanton Damville je sestavni del okrožja Évreux.

## Pobratena mesta
- Kiefersfelden (Bavarska, Nemčija);